# Liste des chefs de gouvernement de l'Angola
Voici la liste des chefs de gouvernement angolais qui ont porté le titre de Premier ministre.
| Nom                                    | Début du mandat   | Fin du mandat     | Parti politique |
| -------------------------------------- | ----------------- | ----------------- | --------------- |
| Lopo do Nascimento                     | 11 novembre 1975  | 9 décembre 1978   | MPLA            |
| Fernando José de França Dias Van-Dúnem | 19 juillet 1991   | 2 décembre 1992   | MPLA            |
| Marcolino Moco                         | 2 décembre 1992   | 3 juin 1996       | MPLA            |
| Fernando José de França Dias Van-Dúnem | 3 juin 1996       | 29 janvier 1999   | MPLA            |
| Fernando Dias dos Santos               | 6 décembre 2002   | 30 septembre 2008 | MPLA            |
| Paulo Kassoma                          | 30 septembre 2008 | 4 février 2010    | MPLA            |

La fonction de Premier ministre est abolie  par la nouvelle Constitution. Le Président de la République est en même temps le chef du gouvernement. La nouvelle constitution prévoit également la fonction de vice-président de la République, dont les fonctions sont cependant assez limitées.